# Enya Yoriyasu

Enya Yoriyasu (塩冶頼泰), foi Shugo da Província de Izumo no Período Kamakura da História do Japão (1284 - 1288).

## Vida
Foi primeiro filho de Sasaki Yoshikiyo, estabeleceu-se no Castelo Oba na aldeia de Enya na região de Mikado em Izumo e criou o Clã Enya. Após a morte do pai herdou a posição de Shugo de Izumo entre 1284 e 1288.
| Precedido por Sasaki Yoshikiyo | 5º Shugo de Izumo (1284 - 1288)       | Sucedido por Enya Sadakiyo |
| Precedido por Ninguém          | -- 1º Líder do Clã Enya (1242 - 1288) | Sucedido por Enya Sadakiyo |